# Zija Çela
Zija Çela, né le 25 mars 1946 à Shkodra au Nord de l'Albanie, est un écrivain de langue albanaise qui vit à Tirana en Albanie.

## Biographie
En 1968, il est diplômé en langue et littérature à l'Université de Tirana. Depuis la fin de ses études, il consacre entièrement sa vie à l'écriture comme rédacteur et critique littéraire pour différents périodiques mais surtout comme écrivain. Il signe de nombreux romans et sa plume tient une place très importante dans la littérature albanaise

## Œuvres
- Gjaku i dallëndyshes (Le Sang de l'hirondelle), roman, Tirana, 1990
- Gjysma e Xhokondës (La moitié de la Joconde), roman, Tirana, 1992
- Një fjalë me lejen e zotit (Un mot avec la permission de Dieu), récits, Tirana, 1995
- Banketi i hijeve (Le Banquet des ombres), roman, Pristina, 1997
- Oborri i një tirani të fshehtë (Le Jardin d'un tyran secret), récits, Tirana, 2000  (ISBN 99927-45-17-7)
- Lëngata e hënës (L'Agonie de la lune), roman, Pristina, 2002  (ISBN 9951-08-003-0)
- Gjaku im i errët (Mon sang obscur), récits, Ideart, Tirana, 2002  (ISBN 99927-797-3-X)
- Las Varrezas (Las Varrezas), roman, Ideart, Tirana, 2005  (ISBN 99943-695-8-X)
- Për dashurinë shkruhet pas vdekjes (Sur l'amour on écrit après la mort), récit, Ideart, Tirana, 2007  (ISBN 978-99943-43-12-6)
- Goja e botës (La Langue du monde), roman, Toena, Tirana, 2010  (ISBN 978-99943-1-622-9)
- Ora e Zooparkut (L'Heure du parc zoologique), roman Toena, Tirana, 2017  (ISBN 9789928235381)